# Prosomphax deuterurga
Prosomphax deuterurga är en fjärilsart som beskrevs av Louis Beethoven Prout 1922. Prosomphax deuterurga ingår i släktet Prosomphax och familjen mätare. Inga underarter finns listade i Catalogue of Life.